# NGENIX
NGENIX – российский провайдер облачных сервисов, входит в группу компаний «Ростелеком – Центры Обработки Данных». Облачная платформа NGENIX обеспечивает для веб-ресурсов ускорение загрузки, защиту от DDoS-атак и взломов без снижения производительности.
Основанная в 2007 году, компания первой развернула сеть CDN на территории Российской Федерации и начала оказывать услуги по ускорению загрузки сайтов и оптимизации веб-приложений. Распределенная сеть NGENIX насчитывает 23 узла CDN в 7 федеральных округах РФ и странах ближнего зарубежья (Украина, Казахстан). В своей деятельности компания фокусируется на доставке контента русскоязычному сегменту сети Интернет. Доставка контента зарубежным пользователям осуществляется с узлов NGENIX CDN, имеющих прямое взаимодействие с международными Tier-1-операторами, или в партнерстве с крупными глобальными операторами CDN. NGENIX оказывает услуги по доставке статических данных (текст, изображения, код), тяжелого контента (ПО, игры, музыка) и вещанию видео (прямой эфир, видео-по-запросу). По данным Json & Partners Consulting, компания NGENIX обеспечивает около 80% онлайн-трансляций спортивных событий в Рунете.

## История
Наименование NGENIX — это сокращение от Next GENeration Information eXchange («Обмен данными нового поколения»). Изначально нацеленная на ускорение статического контента, с появлением стриминговых технологий сеть NGENIX CDN стала поддерживать доставку потоковых данных (видео, аудио).
- 2007 год — начались работы по разработке программного комплекса и строительству сети NGENIX.
- 2008 год, 1 октября — сеть NGENIX CDN запущена в коммерческую эксплуатацию[1].
- 2009 год — компания NGENIX организовала[3] через сеть CDN видеотрансляцию международного Форума по нанотехнологиям «Роснанофорум-2009» на базе стримингового сервера Wowza Media Server.
- 2010 год — оператор получил статус[4] официального стримингового партнёра Wowza Streaming Partner на территории Восточной Европы.
- 2014 год — сеть NGENIX CDN использовалась для видеотрансляций на официальном сайте Зимних Олимпийских игр 2014.  Центр технологий взаимодействия сетей (ЦТВС), принадлежащий оператору сети дата-центров SafeData, инвестировал в NGENIX, получив блокирующий пакет в компании[5].
- 2015 год — компания NGENIX стала лауреатом Национальной премии в области многоканального цифрового телевидения «Большая цифра 2015»  в категории «ОТТ платформы / Сети и технологии доставки контента (CDN и contribution)» [6].  Контрольный пакет NGENIX консолидирован группой Ростелеком[7].
- 2016 год – победа в номинации «Лучшее облачное решение» Национальной премии в области многоканального цифрового телевидения «Большая цифра 2016». Запуск сервиса хранения и оригинации контента Cloud Data Storage. Запуск сервиса по доставке некэшируемых данных Whole Site Delivery.
- 2017 год – победа в номинации «Лучшее облачное решение» Национальной премии «Большая цифра 2017». Запуск сервиса защиты от кибератак Web Application Firewall. Запуск интегрированного решения NGENIX Secure Cloud.
- 2018 год – участие в проекте «Видеонаблюдение на выборах президента России в марте 2018 года». Вещание Чемпионата мира по футболу 2018.

## Сеть
Сеть доставки контента NGENIX представляет собой систему географически распределенных платформ CDN, каждая из которых взаимодействует с локальными операторами связи и доставляет контент конечным пользователям. Архитектура сети NGENIX построена по гибридной схеме: серверные группировки размещаются в точках обмена трафиком (IX), крупных пиринговых площадках и внутри локальных сетей операторов связи. Сегодня функционируют 23 распределённые платформы CDN, которые базируются в 14 географических точках России и СНГ: Москве, Санкт-Петербурге, Киеве, Ростове-на-Дону, Краснодаре, Самаре, Казани, Екатеринбурге, Алма-Ате, Новосибирске, Красноярске, Владивостоке, Хабаровске, Уфе. Специфика сетей CDN подразумевает установление пиринговых отношений с операторами широкополосного доступа в регионах присутствия. Сеть NGENIX взаимодействует с 450+ операторами связи и обеспечивает широкий охват российской интернет-аудитории, за исключением удаленных регионов, подключенных к сетям Интернет через спутник.

## Услуги
NGENIX предлагает услуги доставки и дистрибуции контента на базе технологии CDN. Сервисы и услуги NGENIX повышают скорость доставки контента и оптимизируют работу веб-приложений, что приводит к более быстрому и надежному (по сравнению с традиционной схемой передачи данных «сервер-клиент») доступу к веб-сайтам для пользователей. Портфель услуг компании включает решения для организации прямых видеотрансляций, доставки видеоконтента (video-on-demand streaming и progressive download), дистрибуции цифровых файлов и ускорения загрузки корпоративных веб-ресурсов. Кроме того, NGENIX предоставляет возможность хранить оригинальные данные на облачной платформе, взаимодействующей с распределенными платформами CDN. Среди клиентов NGENIX — телекомпании (ВГТРК, Телеканал ДОЖДЬ), телекоммуникационные операторы (МТС), медиакомпании (Rambler&Co, Rutube), интернет-магазины (Aviasales.ru, InSales.ru, Ozon.ru). Отдельным направлением деятельности оператора является передача свободного программного обеспечения на безвозмездной основе. Среди подобных проектов — предоставление ресурсов для распределенного зеркалирования сайта PHP.NET, распространение свободного пакета офисных приложений Infra-Linux и OpenOffice.
При поддержке NGENIX CDN были организованы трансляции Олимпийских игр 2010, 2012 и 2014 года, а также Чемпионата мира и Европы по футболу в 2010, 2012, 2014 и 2016 году. 16 декабря 2010 года компания NGENIX совместно с «Ростелекомом» обеспечила онлайн-вещание программы «Разговор с Владимиром Путиным» для Вести.ру.